# 岳齡
岳齡（1856年—？），沧州驻防蒙古正白旗人，清朝政治人物、同進士出身。
光緒乙酉科舉人，己丑科貢士，十八年（1892年），参加光緒壬辰科殿試，登進士三甲150名。同年五月，著交吏部掣签分发各省，以知县即用。